# Foolsmate Glacier
Der Foolsmate Glacier (englisch für Narrenmattgletscher) ist ein kleiner und stark zerklüfteter Gletscher im ostantarktischen Viktorialand. Er fließt 17,5 km westlich des Shafer Peak in nordöstlicher Richtung zum Priestley-Gletscher.
Die Benennung geht auf Mitglieder der Südgruppe einer von 1962 bis 1963 dauernden Kampagne im Rahmen der New Zealand Geological Survey Antarctic Expedition zurück. Der weitere Benennungshintergrund ist nicht überliefert.